# Bennett-Baumkänguru

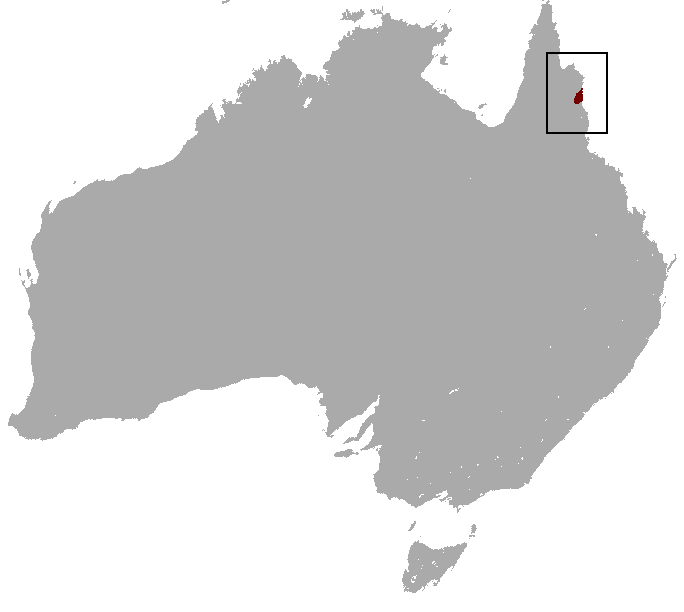
Verbreitungskarte des Bennett-Baumkängurus

Das Bennett-Baumkänguru (Dendrolagus bennettianus) ist eine Art aus der Familie der Kängurus (Macropodidae).

## Beschreibung
Wie alle Baumkängurus hat auch das Bennett-Baumkänguru längere Vorderbeine und kürzere Hinterbeine als Boden bewohnende Kängurus. Es weist eine dunkelbraune Fellfärbung auf mit heller gefärbtem Hals und Unterleib. Der Kopf und die Schnauze haben einen gräulichen Farbton, die Beine sind schwarz. Der lange, am Ansatz schwarz und am Ende heller gefärbte Schwanz ist buschig behaart. Es hat kleine, rundliche Ohren.
Die Männchen des Bennett-Baumkängurus können zwischen 11,5 und 14 kg und die Weibchen zwischen 8 und 10,5 kg schwer werden. Es kann über Distanzen von bis zu 9 Metern von Baum zu Baum springen und übersteht Stürze aus 18 Metern Höhe unverletzt.

## Verbreitung und Lebensraum
Das Bennett-Baumkänguru ist sowohl in den Regenwäldern des Tieflandes als auch in Bergwälder anzutreffen. Das Verbreitungsgebiet erstreckt sich dabei von Cooktown in Queensland bis zum Daintree River im Norden. Es umfasst dabei eine Fläche von rund 3.500 km².

## Gefährdung
Die Art wird in der Roten Liste der IUCN als „gering gefährdet“ geführt. In den letzten Jahren scheint es so, als würde die Population anwachsen.
Das Bennett-Baumkänguru wird nur selten von den Aborigines gejagt. Zu den natürlichen Fressfeinden gehören Dingos und Schlangen.
In Europa werden Bennett-Baumkängurus nicht mehr gehalten; ehemalige Halter sind die Zoos von Berlin und London.

## Belege
1. ↑  Zootierliste.de, abgerufen am 26. Dezember 2020.